# La grève des bonnes
La grève des bonnes è un cortometraggio del 1906 diretto da Charles-Lucien Lépine.

## Trama
La polizia cerca di controllare la forza degli scioperanti, di fronte però a un battaglione femminile, i piccoli soldati ridono e si divertono. Alla fine finiscono miseramente tutte in prigione.

## Proiezioni[1]
1. Giardino degli Ambasciatori, Marsiglia, 6.10.1906
2. Cinema-teatro Rancy, Eldorado, Perpignan, dal 16 al 3.3.1907